# قیه‌قشلاق (ورزقان)
قیه‌قشلاق یکی از روستاهای استان آذربایجان شرقی است که در دهستان بکرآباد بخش مرکزی شهرستان ورزقان واقع شده‌است.